# Notaden melanoscaphus
Espèce
Statut de conservation UICN

 LC  : Préoccupation mineure
Notaden melanoscaphus est une espèce d'amphibiens de la famille des Limnodynastidae.

## Répartition
Cette espèce est endémique du Nord de l'Australie,. Elle se rencontre :
- dans la région de Kimberley en Australie-Occidentale ;
- dans le nord du Territoire du Nord ;
- dans la péninsule du cap York au Queensland.

Son aire de répartition couvre environ 772 300 km2.

## Description
L'holotype de Notaden melanoscaphus mesure 39 mm.

## Publication originale
- Hosmer, 1962 : A new leptodactylid frog of the genus Notaden from Northern Australia. American Museum Novitates, vol. 2077, p. 1-8 (texte intégral).